# Johann Nepomuk Borst
Johann Nepomuk Borst (* 15. Mai 1780 auf dem Rothhof bei Stimpfach; † 8. März 1819 in Tübingen) war ein deutscher Jurist und Hochschullehrer.

## Leben und Wirken
Johann Nepomuk Borst war nach seinem rechtswissenschaftlichen Studium von 1801 bis 1803 an der Universität Landshut zunächst im Justizdienst in Crailsheim tätig. 1808/09 wurde er Landgerichtsactuar bzw. Landgerichtsassessor in Hersbruck, 1813 wurde er Stadtgerichtsassessor in Bamberg, 1816 in Nürnberg. Ostern 1817 erhielt er eine ordentliche Professur an der Universität Erlangen, ein Jahr später – zu Ostern 1819 – Professor für Zivilprozeßrecht an der Eberhard Karls Universität Tübingen. Dort starb er bereits ein Jahr später.

## Veröffentlichungen
- Einige Grundlinien für eine vernünftige Gesetzgebung des Civilprozesses mit vergleichenden Bemerkungen über den gemeinen teutschen, baierischen, preußischen und französischen Proceß. Campe, Nürnberg 1810 (Volltext).
- Versuch einer neuen, rein rechtlichen Darstellung des Strafrechts und der Strafbarkeit als Probe einer neuen rechtlichen Darstellung des Voelkerrechts. Campe, Nürnberg 1811 (Volltext).
- Über die Erstattung der Proceßkosten als Schadensersatz nach Vernunftprincipien und römischen Rechtsgrundsätzen. Campe, Nürnberg 1812 (Volltext).
- Über die Anwendung neuer Gesetze auf früher entstandene Rechtsverhältnisse. Bamberg 1814 (Volltext).
- Ueber die Beweislast im Civilproceß. Mit einer Vorrede von Anselm Ritter von Feuerbach. Kunz, Bamberg/Leipzig 1816 (2. Aufl. 1824) (Volltext).
- Über das Naturrecht, und dessen Übereinstimmung mit der Moral in höchsten Vernunftgesetze so wie über die Verschiedenheit zwischen beyden bey der Anwendung des Vernunftsgesetzes auf die Menschen-Einheit und Vielheit, nebst einer kurzen Prüfung der bisherigen Rechtsaussichten. Nürnberg 1818.